# Ханке, Джон
Джон Ханке (англ. John Hanke) — американский предприниматель, основатель и главный исполнительный директор софтверной компании Niantic, Inc., известной такими своими разработками, как мобильные игры Pokémon Go и Ingress.
Получил степень бакалавра с отличием в Техасском университете в Остине, затем степень MBA в Haas School of Business в Калифорнийском университете в 1996 году. Во время обучения в Техасском университете участвовал в работе студенческого ораторского клуба и организовал в кампусе выступления таких деятелей как Джин Киркпатрик, Курт Воннегут, Дит Пран и других. До поступления в Haas School of Business Ханке работал по линии госдепартамента в Вашингтоне, округ Колумбия и Мьянме. После окончания Haas School of Business Ханке принимал участие в создании двух софтверных компаний — Archetype Interactive и Big Network, а также разработке одной из ранних MMOs  — Meridian 59.
До прихода в компанию Google, Ханке основал и возглавлял компанию Keyhole. В 2003 году компания была на грани банкротства, но специализированный некоммерческий венчурный фонд ЦРУ In-Q-Tel предоставил стартапу засекреченную сумму. В 2004 году Google приобрела компанию Keyhole, после чего основной продукт Keyhole был переименован в Google Earth, а Ханке несколько лет работал в качестве вице-президента по продуктам дивизиона «Гео» компании Google (программы Google Earth, Google Maps, Local, StreetView, SketchUp и Panoramio).
В 2010 году возглавил компанию Niantic Labs, которая вначале была внутренним стартапом в Google, а в 2015 году выделена в независимую компанию.